# Liste der Stadtoberhäupter von Eckernförde
Die Liste der Stadtoberhäupter von Eckernförde enthält die bekannten Bürgermeister der Stadt Eckernförde (mit abweichenden Funktionen) und die Stadtoberhäupter mit anderen Bezeichnungen. Eingeschlossen sind auch die für die Stadt zuständigen Kommandanten der Britischen Besatzungsmacht nach dem Zweiten Weltkrieg. Die Liste weist Lücken auf; insbesondere für den Zeitraum bis etwa 1700 gibt bezüglich der Eckernförder Bürgermeister es zu wenig Archivmaterial, aber auch für den Zeitraum nach 1700 gibt es eine Menge von Unsicherheitsfaktoren.
In einer Urkunde aus dem Jahr 1502 gibt es einen ersten Hinweis auf Eckernförder Bürgermeister. Nach Angaben soll es in Eckernförde bis ins 17. Jahrhundert hinein zwei Bürgermeister gegeben haben, die abwechselnd nach einem Modus den Vorsitz führten. Später wurden schon Personen als Bürgermeister bestallt, obwohl das Amt noch besetzt war (Bestallung für den Eventualfall).

## Liste
| Jahr(e)                                        | Name                                                        | Anmerkungen |
| ---------------------------------------------- | ----------------------------------------------------------- | --- |
| 1551*, 1553*                                   | Claues Bornsen                                              | |
| 1553*, 1558*                                   | Hynrich Holste                                              | |
| 1561*                                          | Paul Kremer                                                 | |
| 1586*, 1589*, 1600* n. a. A.: 1586–1604        | Jürgen Maes                                                 | zuerst 2. Bürgermeister |
| 1589*, 1600*, 1601*, 1604*, 1606*              | Jürgen Kremer                                               | Nachname auch: Krämer |
| 1604*, 1605*, 1611* n. a. A.: 1598–1611        | Peter Mandixen († 1611)                                     | Nachname auch: Mandixßen, Mandixß; im Amt verstorben |
| 1611*, 1612*, 1617*, 1631*, 1633*              | Melchior Witte (1591–1658)                                  | Nachname latinisiert auch: Albinus; auch Pastor in Satrup |
| 1612*, 1613*, 1614*, 1615* n. a. A.: 1613–1615 | Simon Christian († 1616)                                    | |
| 1615*, 1619*, 1620*                            | Heinrich Stadtlander († 1632)                               | Er war vor dem 1. September 1632 „bei jungst entstandener Kriegs Unruhe mit todt abgegangen“ |
| 1633*, 1634*                                   | Joachim Thilbehr                                            | |
| 1641*, 1647*                                   | Simon Kruse                                                 | Nachname auch: Crusius |
| 1651*                                          | Christian Mechlenburg                                       | |
| 1652*                                          | Hans Blanck                                                 | Nachname auch: Blancke |
| 1657*, 1672*, 1674*                            | Jürgen Thielbehr                                            | Nachname auch: Tylbehr |
| 1658*, 1661*, 1664*, 1666*, 1672*              | Joachim Wichmann                                            | 1658, 1661, 1664, 1666, 1672 (zumindest) 2. Bürgermeister, 1672 auch 1. Bürgermeister |
| 1659*, 1683*                                   | Otto Witte († 1683)                                         | im Amt verstorben |
| 1661*                                          | Otto Thielbehr                                              | mglw. ohne Ratsmandat |
| 1682*, 1692*                                   | Paul Hoekell († 1692)                                       | im Amt verstorben |
| 1691*, 1693*, 1701*                            | Wilhelm B. Valentiner († 1706)                              | |
| 1696*, 1705*                                   | Ewald Kistemacher († 1705)                                  | im Amt verstorben |
| 1701* – März 1711*                             | August Valentin Rhenius († 1725)                            | Name auch: Anthon Rhenius; eingesetzt durch den Herzog; erste Amtszeit |
| 1705*, 1707*                                   | Bendix Deichmann († 1708)                                   | Vorname auch: Benedict; war (zumindest) 2. Bürgermeister |
| 1707*, 1713*                                   | Johann Albrecht Semmelhak († 1713)                          | im Amt verstorben; war zuvor (ab ?) 1684 Stadtkämmerer |
| März 1711* – Februar 1714*                     | Heinrich Claus Fick (getauft 1678, † 1750)                  | Name auch u. a.: Heinrich Claus von Fick, Hinrich Fick; Stadtkommissar, eingesetzt durch den König. |
| Februar 1714–1725                              | August Valentin Rhenius († 1725)                            | eingesetzt durch den König; zweite Amtszeit; im Amt verstorben |
| 1726–1731 und Januar 1731 – Juni 1756          | Detlev Julius Tamm (1696–1756)                              | Nachname auch: Thamm; war vor 1726 Ratsherr; Dimission 10. Juni 1756; Zweiteilung der Amtsperiode ergibt Sinn, wenn er bis 1731 nur kommissarisch im Amt gewesen sein sollte, Pust gibt nur die Periode 1731–1756 an, für die Tamm als Bgm. bestallt wurde                                       |
| (Juni 1741–) 1756–1766                         | Friedrich Wilhelm Otte (1715–1766)                          | besaß seit 1741 bereits eine Bestallung zum Bürgermeister für den Eventualfall und war Adjunkt des Bgm., im Amt des Bgm. seit 1756; verstarb 1766 im Amt |
| (Mai 1756–) 1766–1786 n. a. A.: ab 1760        | Thomas Hinrich Classen (1721 oder 1729–1786)                | Nachname auch: Clausen, Vorname auch: Thomas Heinricus; Advokat; besaß seit 1756 bereits eine Bestallung zum Bürgermeister für den Eventualfall und war Adjunkt des Bgm., im Amt des Bgm. seit 1766; verstarb im Amt                                                                             |
| März 1787–1815                                 | Johann Nicolaus Fürsen († 1815)                             | verstarb im Amt |
| 1815–1828                                      | Nicolau Georg Ferdinand Suadicani (1786–1828)               | genannt: „Nicolaus“ Suadicani; zunächst kommissarisch, ab Juni 1817 (in Dänisch) bestallter Bgm.; ab 1821 auch Stadtsekretär (gem. Kgl. Resolution); verstarb im Amt |
| Dezember 1828 – August 1840                    | Detlef Heinrich Christian Claudius (1780–1840)              | Neffe von Matthias Claudius; war zuvor Assessor und Aktarius bei den Gerichten auf Ærø; kam während einer Amtshandlung bei Schloss Gottorf durch einen Rohrkrepierer beim Salut für Christian VIII. am 19. August 1840 ums Leben                                                                 |
| September 1841–1853                            | Caspar Conrad Langheim (1806–1864)                          | zwei Bestallungen: 1. als Bürgermeister, 2. als Stadtvogt und Polizeimeister (gem. Kgl. Resolution); durfte ab Oktober 1841 auch die Polizeidirektor-Uniform von Kopenhagen tragen |
| 1853–1856                                      | Louis Hammerich (1830–1916)                                 | Jurist; später u. a. Hardenvogt in der Bökingharde, Richter in Niebüll, Polizeimeister in Flensburg; Lit.: |
| 1856–1859                                      | Graf Ludwig Frederik Henrik Brockenhuus-Schack (1825–1906)  | Vorname auch: Ludvig; mglw. kein konstitutioneller Bgm.; war auch Hardenvogt der Eckernförder Harde |
| 1859–1860                                      | Hans Rudolf Hiort-Lorenzen (1832–1917)                      | später Hardenvogt in Satrup und Redakteur in Kopenhagen |
| 1860 – Februar 1864                            | Christoffer Leisner (1813–1868)                             | Justizrat; 1848–1851 Bgm. von Sonderburg, bis 1860 Bgm. von Schleswig; wurde am 1. Februar 1864 aus der Stadt verjagt, nachdem preußische Truppen die Stadt besetzt hatten |
| (1864–) 1866–1882                              | Wilhelm Jahn                                                | von 1866 bis 1870 kommissarisch, davor seit 1864 als Stadtsekretär de facto kommissarisch, bestallter Bgm. seit 1870; nach ihm benannt ist der Bürgermeister-Jahn-Weg |
| 1882–1893                                      | H. Fürstenwerth                                             | |
| 1894–1906                                      | Carl Felgenhauer                                            | |
| 1906–1914                                      | Karl Heldmann (1872–1914)                                   | war Jurist; nach ihm benannt ist die Bürgermeister-Heldmann-Straße; auch Bgm. von Bad Salzuflen |
| 1916–1920                                      | Albers                                                      | Amtszeit eigentlich bis 1921; er verließ die Stadt nach dem Kapp-Putsch |
| 1920–1921                                      | Willers Jessen (1870–1949)                                  | kommissarischer Bgm.; nach ihm benannt wurde die Willers-Jessen-Schule |
| 1921–1922 evtl. nur 1921, siehe: Pönitzsch     | Bruhn                                                       | kommissarischer Bgm. |
| 1922–1926 n. a. A.: 1921–1626                  | Dr. Curt Pönitzsch                                          | Vorname auch: Kurt; Amtszeit eigentlich bis 1928, wurde 1926 suspendiert |
| September 1924–?                               | Hermann Aeissen (1873–1952)                                 | Rechtsanwalt; kommissarischer Bgm. während eines Kuraufenthaltes Pönitzschs in Meran |
| Juli–September 1926                            | Wilhelm Kuhr                                                | kommissarischer Bgm. |
| 1926–1931                                      | Dr. Walther Heinn                                           | kommissarischer Bgm. zumindest anfangs; war auch Bgm. von Wyk auf Föhr, Oranienburg zeitw. gleichzeitig kommissarisch von Babelsberg sowie kommissarisch auch von Bad Oldesloe |
| 1931–1933                                      | Dr. Wilhelm Sievers (1896–1966, NSDAP)                      | Jurist; war bis 1927 Bgm. in Visselhövede, ab 1933 Oberbgm. von Flensburg; nach dem 2. Weltkrieg CDU-Stadtpräsident von Kiel |
| 1933–1938                                      | Dr. Helmut Lemke (1907–1990, NSDAP)                         | Jurist; war anschl. Bgm. in Schleswig, nach dem 2. Weltkrieg u. a. CDU-Ministerpräsident Schleswig-Holsteins (1963–1971) |
| Januar 1938 – November 1943 (– 1945)           | Friedrich Böhm (NSDAP)                                      | offizielle Amtszeit bis 1945, aber 1943 strafversetzt nach Westerland |
| November 1943 – Juni 1945                      | Heinz Loewer (NSDAP)                                        | offiziell kommissarisch; war Rechtsanwalt; die britische Besatzungsmacht beließ ihn zunächst im Amt und trug ihm vorübergehend auch das Amt des kommissarischen Landrats des Kreises Eckernförde auf, nachdem Walter Mentzel in Haft genommen war                                                |
| BZ 1945–1948                                   | S. C. Ormsby                                                | Britischer Stadtkommandant - The British Resistent |
| Juni – August 1945                             | Hans Ohm (1898–1981)                                        | Rechtsanwalt; kommissarisch, Amt durch Loewer am 8. Juni übertragen; späterer Bürgervorsteher Eckernfördes |
| August 1945 – April 1946                       | Ewald Wendenburg (1883–1959)                                | kommissarisch, von der Britischen Besatzungsmacht eingesetzt; erste Amtszeit mit dem Titel Bürgermeister und erste als Verwaltungschef; war zuvor Gemeindevorsteher (wäre heute: Bürgermeister) von Holtenau, Langeoog und Heringsdorf.                                                          |
| April 1946 – September 1946                    | Heinrich Schumacher (KPD)                                   | Bürgermeister; nach der von den Briten eingeführten Deutschen Gemeindeordnung der Militärregierung war von April 1946 bis April 1950 der Bürgermeister der Vorsitzende der Ratsversammlung, wohingegen der Verwaltungschef Stadtdirektor hieß.                                                   |
| April 1946 – April 1950                        | Ewald Wendenburg (1883–1959, zuletzt CDU)                   | Stadtdirektor (siehe Anmerkung unter Heinrich Schumacher); zweite Amtsperiode als Verwaltungschef |
| September 1946 – April 1950                    | Daniel Hinrichsen (CDU)                                     | Bürgermeister (siehe Anmerkung unter Heinrich Schumacher) |
| BZ 1948 – September 1949                       | Dudley Smith                                                | Britischer Kreiskommandant (Kreisresistent) |
| BZ September 1949 – April 1954                 | Errol B. Daniell                                            | Britischer Kreiskommandant (Kreisresistent) |
| April 1950 – September 1952                    | Ewald Wendenburg (1883–1959, CDU)                           | zweite Amtsperiode unter dem Titel Bürgermeister, dritte als Verwaltungschef (neue Gemeindeordnung: fortan trägt der Verwaltungschef wieder die Bezeichnung Bürgermeister; den Vorsitz der Ratsversammlung hat der Bürgervorsteher inne).                                                        |
| 1952–1966                                      | Werner Schmidt (1911–1990, GKG – dann parteilos – dann FDP) | Jurist; der schleswig-holsteinische Innenminister Paul Pagel veranlasste, die Ernennung Schmidts zum Bürgermeister zunächst aufgrund von Vorwürfen, daß er Vereinigungen der jüngeren Vergangenheit angehört bzw. angehört hat, welche die Grundsätze der Demokratie nicht bejahen, auszusetzen. |
| 1966–1969                                      | Dr. Hans Wiedemann (parteilos)                              | |
| 1969–1987                                      | Kurt Schulz (1922–2017, SPD)                                | war zu Beginn kurze Zeit lang als Erster Stadtrat kommissarischer Bgm. |
| 1987–1998                                      | Klaus Buß (* 1942, SPD)                                     | Rechtsanwalt; war danach schleswig-holsteinischer Landwirtschaftsminister (1998–2000) und Innenminister (2000–2005) |
| 1998–1999                                      | Ingrid Ehlers (SPD)                                         | war als Erste Stadträtin kommissarische Bgm.; erste Frau im Amt |
| 1999–2007                                      | Susanne Jeske-Paasch (* 1958, SPD)                          | Juristin |
| 2007–Juni 2022                                 | Jörg Sibbel (* 1965, parteilos, ab 2019 CDU)                | zuvor Bürgermeister von Osterrönfeld, anschl. Staatssekretär im Innenministerium Schl.-Holsteins (Kabinett Günther II) |
| Juli–Dezember 2022                             | Katharina Heldt (* 1964, CDU)                               | als erste Stellvertreterin kommissarische Bgm. |
| ab 2023                                        | Iris Ploog (* 1979, SPD)                                    | |

- * = bis Februar 1714: Amtsjahre, die nach Borgmestre i Egernførde in Egernførde bys historie als belegt gelten
- BZ = Britischer für Eckernförde zuständiger Kommandant